# Jutta av Mecklenburg-Strelitz
Jutta av Mecklenburg-Strelitz, född 1880, död 1946, var en montenegrinsk kronprinsessa, gift 1899 med Danilo av Montenegro. 
Hon var känd för sitt humanitära arbete. Tillsammans med sin svägerska prinsessan Vjera ordnade hon hjälp för de skadade i explosionen i hamnen i Bar under första Balkankriget 1912–1913. 
Hon bosatte sig 1918 i Frankrike. 